# 卡根山
72°3′S 26°25′E / 72.050°S 26.417°E
卡根山是南極洲的山峰，位於毛德皇后地的朗希爾德公主海岸，屬於南龍達訥山脈的一部分，處於貝格森山以東13公里，挪威製圖師根據美國海軍的空中照片繪入地圖。